# Йован Басаров
Йован Андреев Басаров е югославски партизанин, деец на комунистическата съпротива във Вардарска Македония.

## Биография
Роден е на 15 август 1922 година във велешкото село Рудник. През 1942 година става един от първите партизани във Велешко-прилепски партизански отряд Димитър Влахов, организатор на комунистическата съпротива във Велешко. Ръководи въоръжените нападения на отряда над железопътната гара „Клайман“, над село Папрадише и други. Заловен е от български контрачетници в Отищино на 5 декември 1942 година. Осъден е на смърт от български военен съд и обесен в Скопския централен затвор на 21 март 1943 година.